# نيكول لامبرت
نيكول لامبرت (بالفرنسية: Nicole Lambert)‏ هي فنانة قصص مصورة فرنسية، ولدت في 8 سبتمبر 1948 في باريس في فرنسا.